# Emanuele d’Astorga
Emanuele d’Astorga (eigentlich: Emanuele Gioacchino Cesare Rincon Barone von Astorga; * 20. März 1680 in Augusta (Sizilien); † 1757  [?] in Madrid) war ein italienischer Komponist.

## Leben
Emanuele d’Astorga war Mitglied der ursprünglich aus Spanien stammenden Adelsfamilie Rincón d’Astorga, die seit Anfang des 17. Jahrhunderts in Sizilien ansässig war. Nach einem Erdbeben übersiedelte die Familie 1693 nach Palermo. Wenig später wurden Emanueles Vater, Francesco d’Astorga, der Adelstitel und die damit verbundenen Rechte aberkannt, weil er versucht hatte, seine Ehefrau zu ermorden. Titel und Rechte erhielt der Vater erst 1702 wieder zurück und wurde 1706 zum Senator von Palermo ernannt.
Emanuele d’Astorga trat als Komponist erstmals 1698 in Erscheinung, als seine Oper „La moglie nemica“ in einer privaten Aufführung im Haus der Adelsfamilie Lucchese erklang. Astorga wirkte dabei selbst als Sänger mit.
1708 verließ er Palermo wegen Streitigkeiten mit der Familie und führte seitdem ein unstetes Wanderleben. Zunächst ging Astorga nach Rom, wo er sich im Umkreis des spanischen Botschafters Baron Uceda aufhielt. In dieser Gesellschaft lernte er den Dichter Nicolò Sebastiano Biancardi kennen, der unter dem Pseudonym Domenico Lalli arbeitete und zahlreiche Kantatentexte für Astorga schrieb.
Gemeinsam mit Lalli begab sich Astorga 1709 nach Genua. Da er an Geldknappheit litt, gedachte er dort durch eine Opernaufführung sein Vermögen wieder aufzubessern und komponierte zu diesem Zweck „Dafni“. In der Folgezeit hielt sich Astorga mit Lalli in Mantua und Venedig auf.
Ende 1709 und Anfang 1710 ging Astorga nach Spanien, da ihn der Thronfolger Karl (später als Kaiser des Heiligen Römischen Reiches Karl VI.), der sich von der Oper „Dafni“ beeindruckt zeigte, ihn dazu eingeladen hatte.
1712 ist Astorga in Wien nachweisbar, wo er von Kaiser Joseph I. einen Ehrensold ausgezahlt bekam. Dennoch verschuldete er sich und floh deswegen 1714 aus der Stadt.
1715 ging er wieder nach Palermo zurück, wo er 1717 Emanuela Guzzardi (* um 1702) heiratete. 1717/18 war Astorga Senator von Palermo, von 1718 bis 1720 bekleidete er das Amt des Governatore des Ospedale degli Incussabili.
Gegen Zahlung einer Leibrente überließ er 1721 die Nutznießung an seinen Ländereien seiner Frau und verließ Sizilien. 1723 hielt er sich in Lissabon auf, wo er 1726 eine Kantatensammlung drucken ließ. Über sein späteres Leben existieren keine gesicherten Angaben mehr. Ein Manuskript der Sammlung Santini in Münster gibt an, Emanuele d’Astorga sei 1757 in Madrid gestorben.

## Tonsprache
Astorga hatte nie ein musikalisches Amt inne und betrachtete sich wegen seiner adligen Herkunft selbst nicht als Berufsmusiker, sondern als Dilettanten, der zum eigenen Vergnügen komponierte. Entsprechend sind die meisten von ihm überlieferten Kompositionen kammermusikalische Kantaten für eine oder mehrere Gesangsstimmen mit Generalbassbegleitung, eine Musikgattung, die seinerzeit in der Hausmusik der adligen Kreise sehr beliebt war. Die Kantaten sind meist in der Form Rezitativ-Arie-Rezitativ-Arie oder Arie-Rezitativ-Arie gehalten und stehen stilistisch in der Tradition Alessandro Scarlattis. Unter den zahlreichen komponierenden Dilettanten seiner Zeit hebt sich Astorga durch sein großes handwerkliches Können heraus, das durchaus demjenigen professioneller Musiker entspricht. Seine Musik zeigt weiterhin eine große Begabung in der Melodieerfindung und sicheren Einsatz der kompositorischen Mittel im Sinne der Affektenlehre. Von anderen Komponisten, die in der gleichen Tradition standen, unterscheiden sich seine Werke stilistisch aber nicht so stark, dass zweifelsfreie Zuschreibungen anonym überlieferter Stücke an Astorga möglich sind. Astorgas einzig bekanntes geistliches Werk, das Stabat mater c-Moll, erfreute sich bis Mitte des 19. Jahrhunderts großer Beliebtheit.
Für Astorgas Schaffen fand Johann Adolf Scheibe im Critischen Musicus 1745 folgende lobende Worte: „Was soll ich von einem Marcello, dem berühmten venezianischen Ritter, von dem Grafen von Astorgas, von dem ältern Conti und andern sagen? Gewiß, die Feinigkeit des Geschmacks dieser Männer ist fast ohne die geringsten Fehler gewesen.“ Nach einer Aufführung von d'Astorgas Stabat Mater am 12. März 1834 bei Hofrat Kiesewetter schrieb Franz Grillparzer in sein Tagebuch: "Seit lange nicht so im Innersten ergriffen gewesen. Was haben für Männer gelebt, wenn ein solcher kaum dem Namen nach mehr bekannt sein kann."

## Werke
- 208 handschriftlich überlieferte Kammerkantaten für Singstimme und Generalbass
- Cantadas humanas a solo, 12 Kammerkantaten für Singstimme und Generalbass (Lissabon 1726)
- Presso i momenti estremi, Kammerkantate für Singstimme und 3-stimmiges Streichorchester
- E pur Cesare ha vinto, Kammerkantate für Singstimme und 4-stimmiges Streichorchester
- Antri spelanche, Kammerkantate für Singstimme, Generalbass und obligates Violoncello
- 7 Kammerduette für 2 Singstimmen und Generalbass
- Caro tu patri, Kammerduett für 2 Singstimmen und 4-stimmiges Streichorchester
- Stabat mater c-Moll für Soli, Chor, Orchester und Orgel (1707?)
- La moglie nemica, Oper (UA Palermo 1698, nur Libretto erhalten)
- Dafni, Oper (UA Genua 1709, nur Libretto und 1. Akt erhalten)

## Ruhm und Nachruhm
Erst im 20. Jahrhundert räumte Hans Volkmanns sachlich fundierte zweibändige Monographie mit den Legenden auf, die sich bis dahin um Astorga rankten. Volkmann schrieb in der Einleitung seines ersten Bandes:

„Auch heute noch vermag Astorgas Hauptwerk, das Stabat Mater,
die tiefgehendste Wirkung auf den Hörer auszuüben. Es bildet
unter den Kirchenkompositionen der italienischen Schule des be
ginnenden 18. Jahrhunderts eine Einzelerscheinung, welche die
verwandten Schöpfungen dieser Epoche an religiöser Innigkeit, an
Ernst der Auffassung des Gegenstandes und herber Kraft des
Stimmungsausdruckes bei weitem überbietet, ohne deshalb der sinnlichen Schönheit, die den meisten italienischen Werken jener Zeit
eigen ist, zu ermangeln. Diese Vorzüge weisen der Vertonung des
Stabat Mater durch Astorga unter den zahlreichen Kompositionen
dieses kirchlichen Textes einen Ehrenplatz an.
Das Stabat Mater gründete Astorgas Ruhm bei der Nachwelt.
Zu des Meisters Lebzeiten dürften es nur wenige gekannt haben.
Und dennoch war auch schon damals Astorga ein Komponistenname von gutem Klang. Jedermann kannte ihn als den des großen
Meisters der Kammerkantate. Auf diesem Gebiete hatte sich
Astorga fleißig und mit Glück betätigt, so daß er als Kantaten-
Komponist nicht nur in Italien, sondern in ganz Europa in hohem
Ansehen stand. Dieser Ruhm mußte mit dem Verschwinden der
Kunstgattung der Kammerkantate wieder erlöschen.
Astorga hat nicht nur als weltlicher Komponist den Besten
seiner Zeit genug getan, sondern auch als kirchlicher Tondichter
Unvergängliches geschaffen. Er verdient daher, daß auch von
seiner Person und seinen Lebensschicksalen Notiz genommen werde,
er verdient, daß der Wust von Lügen und Märchen, der sich mit
der Zeit um seine Erscheinung aufgetürmt hat, entfernt, daß das
romantisch-phantastische Bild seiner Persönlichkeit durch ein historisch treues ersetzt werde.“

## Legendenbildung
d’Astorgas unstetes Leben gab in späterer Zeit Anlass zu blühender Legendenbildung. Bekannt ist unter anderem die Geschichte, dass Astorgas Vater angeblich 1701 wegen Teilnahme an einem Aufstand enthauptet worden sein soll. Frau und Sohn hätten der Hinrichtung zusehen müssen, woraufhin Emanuele in tiefe Depressionen verfallen und seine Mutter vor Schreck gestorben sei. Eine andere Erzählung besagt, Astorga wäre 1703 in den Dienst des Herzogs von Parma getreten, hätte sich in Elisabetta Farnese verliebt und sei darum wieder entlassen worden.
Aus den Legenden formte der Musikschriftsteller Friedrich Rochlitz 1825 eine kleine Erzählung, die das Bild des Komponisten im 19. Jahrhundert nachhaltig prägte. Ein Produkt dieser Rezeption ist auch die 1866 entstandene Oper Astorga von Johann Joseph Abert, in der sogar aus Astorgas Stabat mater zitiert wird.